# Shion Wakayama
Shion Wakayama (jap. 若山 詩音 Wakayama Shion; ur. 10 lutego 1998 w prefekturze Chiba) – japońska seiyū, pracująca dla grupy Himawari Theatre Group. Dołączyła do niej w wieku trzech lat i występowała w różnych dramatach telewizyjnych. Później została aktorką głosową i została obsadzona w swojej pierwszej głównej roli jako Aoi Aioi w Sora no aosa o shiru hito yo. Znana jest także z ról Yume Minami w SSSS.Dynazenon, Cosette Schneider/Destiny w Takt Op. Destiny, Mai Kawai w Hakozume: Kōban joshi no gyakushū, Takiny Inoue w Lycoris Recoil i Ai Mie w Suki na ko ga megane wo wasureta.

## Biografia
Shion Wakayama urodziła się 10 lutego 1998 w prefekturze Chiba. Dołączyła do Himawari Theatre Group w wieku trzech lat. W 2002 roku została obsadzona w swojej pierwszej roli, którą była postać Natsu w Toshii to matsu. Jako fanka gier komputerowych, Wakayama chciała kontynuować karierę jako seiyū. Jej pierwszą główną rolą była postać Aoi Aioi w filmie anime Sora no aosa o shiru hito yo z 2019 roku.
W 2022 roku wcieliła się w role Mai Kawai w Hakozume: Kōban joshi no gyakushū i Takiny Inoue w Lycoris Recoil. W 2023 roku otrzymała nagrodę dla najlepszej nowej aktorki podczas 17. edycji Seiyū Awards.

## Filmografia

### Seriale anime
2019
- Gundam Build Divers Re:Rise – Hinata Mukai[3]

2021
- Mushoku Tensei – Shizuka Nanahoshi[4]
- SSSS.Dynazenon – Yume Minami[5]
- Sayonara watashi no Cramer – Sawa Echizen[6]
- Takt Op. Destiny – Cosette Schneider/Destiny[7]

2022
- Hakozume: Kōban joshi no gyakushū – Mai Kawai[8]
- Akebi-chan no Sailor-fuku – Tomono Kojou[9]
- Lycoris Recoil – Takina Inoue[10]
- Kidō senshi Gundam: Suisei no majo – Henao Jazz[11]

2023
- Suki na ko ga megane wo wasureta – Ai Mie[12]
- Pokémon: Paldean Winds – Ohara[13]
- Mushoku Tensei sezon 2 – Shizuka Nanahoshi[4]

2024
- Pon no michi – Izumi Tokutomi[14]
- Dandadan – Momo Ayase[15]

### Filmy anime
2019
- Sora no aosa o shiru hito yo – Aoi Aioi[16]

2021
- Sayonara watashi no Cramer: First Touch – Sawa Echizen[6]
- Bright: Samurai Soul – Sonya[17]

2023
- Gridman Universe – Yume Minami[18]
- Girls und Panzer: Saishūshō Part 4 – Jouko[19]

### Gry wideo
2021
- World Flipper – Sariha[20]
- Azur Lane – Yume Minami[21]

2023
- Grandchase:Dimensional Chaser – Ganymede Jupiter
- Ys X: Nordics – Lila[22]
- Magia Record – Heruka (Arc 2.5) i Takina Inoue (Agent Magica ~ Magireco x Lycoreco ~ event)[23]

### Dubbing
- Bambi II – siostra Tuptusia[24]